# 쉬신 (축구 선수)
쉬신(중국어: 徐新, 1994년 4월 19일 ~ )은 중국의 축구 선수로 현재 산둥 타이산에서 수비형 미드필더로 뛰고 있다.

## 수상
광저우 FC
- 중국 슈퍼리그 : 우승 (2016, 2017, 2019), 준우승 (2018, 2020)
- 중국 FA컵 : 우승 (2016), 4강 (2017)
- 중국 FA 슈퍼컵 : 우승 (2016, 2017, 2018)
- AFC 챔피언스리그 : 4강 (2019)

산둥 타이산
- 중국 슈퍼리그 : 우승 (2021)
- 중국 FA컵 : 우승 (2021)